# Ливаден полускокливец
Ливадният полускокливец (Zapus hudsonius) е вид бозайник от семейство Тушканчикови (Dipodidae).

## Разпространение и местообитание
Разпространен е в Канада и САЩ.